# أليس لبناني
الأليس اللبناني (الاسم العلمي: Alyssum libanoticum) هو نوع من النباتات يتبع جنس الأليس من الفصيلة الكرنبية.

## البيئة والانتشار
موطن هذا النوع بلاد الشام.